# جیمی رونی
 جیمی رونی (انگلیسی: Jimmy Rooney؛ زادهٔ ۱۰ دسامبر ۱۹۴۵) یک بازیکن فوتبال اهل استرالیا است.
وی همچنین در تیم ملی فوتبال استرالیا بازی کرده است.